# Мазас, Жак Фереоль
Жак Ферео́ль Маза́с (фр. Jacques Féréol Mazas; 23 сентября 1782 Лавор, Франция — 26 августа 1849, Бордо, Франция) — французский композитор, скрипач, дирижёр и педагог.

## Биография
В 1805 году окончил Парижскую консерваторию по классу скрипки у Пьера Байо. В 1808 году он сыграл посвященный ему скрипичный концерт Обера. В 1811—1829 годах гастролировал во многих европейских странах (в России в 1822 году). В 1831 году становится концертмейстером оркестра Итальянской оперы в Париже. Вскоре после этого получает приглашение занять пост директора и концертмейстера «Опера Комик» в Орлеане. Преподавал. В 1837—1841 годах занимал пост директора консерватории Камбрии. Его инструктивные сочинения для скрипки получили распространение в педагогической практике (сборники этюдов и вариаций; «Лучший скрипичный учитель, или новейшая школа полнейшей игры на скрипке»; 1856; издательство Бертолоти). Написал также «Школу для скрипки» («Methode de violon»; рус. изд. под ред. Ивана Гржимали).

## Сочинения
- опера «Киоск» (1842, Париж)
- 2 скрипичных концерта
- струнные квартеты
- струнные трио
- пьесы для скрипки и фортепиано
- камерно-инструментальные сочинения